# Callopistes
Callopistes es un género de lagartos de la familia Teiidae. Incluye dos especies existentes, que son nativas de Ecuador, Perú y Chile.

## Especies
Se conocen las siguientes especies dentro del género, listadas alfabéticamente: 
| Imagen | Nombre científico                                  | Nombre común   | Distribución    |
| ------ | -------------------------------------------------- | -------------- | --------------- |
|        | Callopistes flavipunctatus (Duméril y Bibron 1839) | Falso monitor  | Perú y Ecuador. |
|        | Callopistes maculatus Gravenhorst 1838             | Iguana chilena | Chile           |

### Fósiles
| Imagen | Nombre científico          | Distribución                        |
| ------ | -------------------------- | ----------------------------------- |
|        | † Callopistes bicuspidatus | Formación Monte Hermoso, Argentina. |
|        | † Callopistes rionegrensis | Formación Chichinales, Argentina.   |